# Ctenophorus mckenziei
Espèce
Synonymes
- Amphibolurus mckenziei Storr, 1981

Ctenophorus mckenziei est une espèce de sauriens de la famille des Agamidae.

## Répartition
Cette espèce est endémique d'Australie-Occidentale. Elle se rencontre dans les environs de Ponier Rock.

## Étymologie
Cette espèce est nommée en l'honneur de N. L. McKenzie qui a collecté les spécimens types.

## Publication originale
- Storr,  1981 : Three new agamid lizards from Western Australia. Records of the Western Australian Museum, vol. 8, no 4, p. 599-607 (texte intégral).